# Enrica Clay Dillon
Enrica Clay Dillon   (1881 - 9 d'octubre de 1946) va ser una cantant d'òpera, directora d'òpera i professora de veu nord-americana.

## Vida i carrera
Nascut el 1885 a Denver, Colorado, Dillon era filla del jutge Henry Clay Dillon i Florence (de soltera Hood) Dillon. Era la germana gran de la compositora Fanny Dillon i l'actriu Josephine Dillon; el darrer dels quals va estar casat amb Clark Gable durant 6 anys. Dillon va estudiar veu al Mount Holyoke College i amb el baríton Francesco Mottino a Milà. Va tenir una prolífica carrera com a soprano dramàtica a Europa durant la primera dècada i mitja del segle xx, oferint més de 1.800 representacions d'òpera. Va ser especialment activa a Itàlia i va cantar a la majoria de les principals cases d'aquest país, inclosa La Scala. Va ser especialment coneguda per la seva interpretació del paper principal a l'Aida de Giuseppe Verdi.
Dillon va abandonar la seva carrera de cantant poc abans de l'esclat de la Primera Guerra Mundial; en gran part a causa dels atacs continus de la malaltia. Després va ser la primera directora de la Washington Opera Company de 1919 a 1927. Es va traslladar a Filadèlfia el 1927, on durant tres anys va ensenyar cant i va ser directora de la Philadelphia Operatic Society. De 1930 a 1935, va treballar per a Herbert Witherspoon com a entrenadora vocal i directora d'escena primer a la Chicago Civic Opera i després a la Chicago Grand Opera Company. També va mantenir una casa a la ciutat de Nova York durant la dècada de 1930 on tenia un estudi de veu i va dirigir òperes per a la New York Singing Teachers Association i el New York Opera Guild.
A partir de 1916, Dillon va passar els seus estius a l'estat de Maine, on va dirigir un programa d'entrenament d'òpera i veu per a aspirants a cantants al campament musical de Frederick Bristol als afores de Harrison, Maine. Els seus estudiants habituals de Washington DC, Filadèlfia i Nova York sovint l'acompanyaven per estudiar a l'escola. Entre els seus alumnes notables hi havia Richard Crooks, Marie Sundelius, Kathryn Meisle i Frederick Jagel, i l'actriu de teatre musical Evelyn Herbert.
El 1936, Dillon va fundar el Deertrees Theatre a Harrison, que més tard va ser la seu de la Dillon's Deertree Opera Company (DOC). El DOC va presentar la seva primera temporada el 1940. Molts teatres van ser tancats durant la Segona Guerra Mundial, i la companyia d'òpera només va presentar tres temporades d'espectacles abans que el teatre es tanqués el 1942. El director de la Metropolitan Opera Karl Kritz va ser el director musical i el director principal de la companyia. Hermann Weigert també va formar part del personal de direcció de la companyia. Entre els cantants notables que han actuat amb la companyia hi havia una jove Astrid Varnay just abans del seu debut triomfal al Met i la soprano Elisabeth Carron en el seu debut a l'òpera professional.

## Mort
En el moment de la seva mort a Harrison, Maine, Dillon estava enmig d'organitzar un festival d'òpera d'estiu que se celebraria el juliol de 1947, després de presentar ja un festival d'òpera d'estiu el 1946, al Reobert Deertree Theatre.